# José Luis Lozano
José Luis Lozano Trujillo (n. Granada, España; 11 de septiembre de 1960, m. Melilla, España; 15 de mayo de 2015) era director, productor y guionista de cine, clips musicales y spots.

## Biografía
Desde 1984 colabora como creativo free-lance con agencias de publicidad españolas, portuguesas, marroquíes y tunecinas, como Danis Benton and Bowles, HCM, Lintas, Saatchi&Saatchi, Delvico Bates, Tándem DDB, Pietro Bassat, McCann Erickson, O'Gilvy, Shems Publicité, Partners Maroc y Sed Comunication entre otras.
1987-1988: formó parte del Independent Film Project así como de numerosos talleres mixtos de cineastas en Manhattan
1993: participó con dos proyectos en los Masters Class de Marketing cinematográfico dirigido por John Durie y aspectos legales de las coproducciones dirigido por David Putnan ambos organizados por la Media Business School en Madrid.
Ha atendido numerosos cursos, talleres, seminarios, grupos y coaching individual en el campo del desarrollo personal y de nuevas terapias que, posteriormente, ha ido incorporando a su área específica de trabajo y que destacan entre otras: reflexología zonal y podal (Lina Rodríguez), iridología, bioespinología, acupuntura y moxibustión, homeopatía, qi qong, tai chi, yoga, overtone, musicoterapia, euritmia, colorterapia, aromaterapia, urinoterapia, visualización, pensamiento creativo, afirmaciones, rebirthing, LRT, rolfing, reiki, movimiento regenerador del maestro Tsuda, fascioterapia, método Feldenkrais, Alexander Technique, método Linklater para la voz, neurolinguïstica, inteligencia emocional, 2 talleres con michel katzeff y cinco seminarios de formación con la Comunite de Chateau Saint Luc (Fundamental, Culpabilidades y perdón, Discernimento y acompañamiento espiritual, Curación de memoria y afectividad y combate espiritual)
2003: Hizo su primera incursión en el Teatro produciendo la función Cartas cruzadas dirigida por José Luis Sáiz sobre textos de los llamados poetas del exilio interior.
Coordina el Port-Say Project. 
2011: "En la mano de King Kong" fue su último trabajo conocido. Con producción de Lola Bailón está producción fue calificada como "película especialmente recomendada para el fomento de la igualdad de género" por el ICAA. Se acerca a la imagen de la mujer en el cine y de la desigualdad de géneros a través de las palabras de la filósofa Amelia Valcárcel. El director jugó con diferentes fotogramas de la historia del cine para ilustrar las palabras de esta pensadora.
Aunque vivía en Marruecos, había decidido volver a España. Sus cenizas reposan en Sierra Nevada, lugar del que estaba enamorado.
Algunas de sus obras en http://www.JoseLuisLozano.eu (enlace roto disponible en Internet Archive; véase el historial, la primera versión y la última).

## Historia profesional como realizador

### Largometraje
- En penumbra (1985) José Miguel Juárez p.c. / Argumento, coguionista y director (Premio Especial Calidad Ministerio de Cultura 1985, selección oficial Festival de Berlín 1985 y selección oficial Festival de Tyneside 1985, ha sido objeto de una revisión y coloquio en el marco de la FNAC (22/06/94) con motivo de su edición en vídeo)

- Pinocho nunca duerme (2007, en preparación) / Argumento, coguionista, director y productor asociado

### Cortometraje
- Embrujada (1983) Isis Films / Productor, guionista y realizador (Premio Especial Calidad del Ministerio de Cultura,  Primer premio Festival de Alcalá de Henares 1983, Primer premio Festival de Bilbao 1983, primer premio Cinestudio Griffith 1984, primer premio Semana de Cine de Melilla 1984, mención especial Festival de Cracovia 1984, mención especial Festival de Melbourne 1984, selección oficial Festival de Cine Iberoamericano de Huelva 1984, selección oficial Festival de Cine del Atlántico 1984, selección oficial Festival de Cine de San Sebastián 1984, selección oficial Maldito Cine Español de Málaga 1984, selección oficial Imagfic 1984, selección oficial Premios Up&Down de Barcelona 1984 y selección oficial Semana de Cine de Buenos Aires 1984)

- Lobo hombre en París (1984) Isis Films / Productor, guionista y realizador (Primer premio Festival de Elche 1984, Primer premio Festival de Alcalá de Henares 1984, selección oficial Festival de Cine de San Sebastián 1984 y selección oficial Festival de Cine de Bilbao 1984)

- Jaula (2004) Corazón Films / Las Marías Guerreras / Co-Productor, dramaturgia, dirección y montaje 10' aproximadamente

### Clips musicales
- Tino Casal – Embrujada (1983)- Emi / Isis Films / Coproductor, guionista, realizador y montaje 4'20 (elegido para Políticas de Resistencia y Culturas Musicales MACBA abril–junio de 2002 dentro del ciclo Esto es MTV)

- La Unión - Lobo hombre en París (1984)- Wea / Isis Films / Productor, guionista, realizador y montaje 3'50 / 4'10 (elegido en varias ocasiones mejor clip del pop español)

- Azul y negro -The werewolf (1984)- Polygram / Isis Films / Productor, guionista, realizador y montaje 3'35

- Iván -Fotonovela (1984)- CBS / I Producciones Cinematográficas / Guionista, realizador y montaje 5'

- Juan Carlos Valenciaga -Un día de invierno (1990)- Virgin / J.C. Valenciaga p.c. / Guionista, realizador y montaje 4'40

- Alejandro Sanz -Los dos cogidos de la mano (1991)- Wea / Guionista, realizador y montaje 4'40

- Antonio Vega -Lo mejor de nuestra vida (1991)- Pasión / Guionista, realizador y montaje 3'30

- Locomía -Loco-vox (1991)- Hispavox / Gil Bros p.c. / Guionista, realizador y montaje 4'20

- Apolos -Don't let me be misunderstood (1991)- Emi / Gil Bros p.c. / Guionista, realizador y montaje 4'10

- Nativos -Ni yo sin ti, ni tú sin mí (1991)- Virgin / Guionista, realizador y montaje 4'50

- Simone y Raúl Torres -Se fue (1993)- Sony New York / Corazón Films / Productor, concepto, coguionista, realizador y montaje 2'55

- Simone -Quiero amanecer con alguien (1993)- Sony New York / Corazón Films / Productor, concepto, coguionista, realizador y montaje 4'07

- Manolo Tena - Sangre española (1994)- Sony / Corazón Films / Productor, concepto, coguionista, realizador y montaje 3'27 (inauguró el Festival Actual 94 de Logroño)

- Manolo Tena - Quiero beber y no olvidar (1994)- Sony / Corazón Films / Productor, concepto y montaje 5'10

- Manolo Tena - Llévame hasta el mar (1994)- Sony / Corazón Films / Productor y realizador 4'40

- La Barbería del Sur - Preso por un mal (1994)- Sony / Corazón Films / Productor, concepto, realizador y montaje 3'25

- Manolo Tena - ¿Qué te pasa? (1994)- Sony / Corazón Films / Productor, guionista, realizador y montaje 3'40

- Lolita - Y la vida pasa (1994)- Horus / Corazón Films / Productor, concepto, realizador y montaje 4'04

- Manolo Tena - Ruanda (1994)- Médicos del mundo / Corazón Films / Productor, guionista, realizador y montaje 7'25

- La Frontera - Arenas de Samarkanda (1995)- Polygram / Corazón Films / Productor, guionista, realizador y montaje 5'20 (elegido Mejor clip Polygram Europa 1995)

- Malek -Bara'a (1996)- UNICEF Marruecos / Action Production / Realizador y montaje 5'50 (finalista Premios MTV Europa 1996)

- Isabel Pantoja -Pobre mi esperanza (1996)- Polygram / Corazón Films / Productor, realizador, concepto y montaje 4'

- Los del río -Take it easy, estate quieto (1997)- Zafiro / Zenit / Concepto, guionista, realizador y montaje 3'20

- Ángela Muro -Virgencita bonita (1998)- Epic / Corazón Films / Productor, concepto, realizador y montaje 3'40

- Fire -It's another time (1998)- BMG Germany / On Music Label / Guionista, realizador y montaje 4'10

- Tam Tam Go! -Atrapados en la red (1999)- Virgin / Corazón Films / Productor, guionista, realizador y montaje 4'20

- Bellepop -Si pides más (2003)- Wea / Strange Fruit / Guionista, realizador y montaje 3'13

### Publicidad
001 Microordenadores Dragón (1985) L.G. / Hecho a mano / Dirección y montaje 20
002 Caja de ahorros provincial de Guipuzcua (1985) I Producciones / Dirección y montaje
003 Seat Ibiza Institucional (1985) I Producciones / Dirección y montaje 45 y 30
004 Lanas Aragón “1” (1986) Movieland / Dirección y montaje 20
005 Lanas Aragón “2” (1986) Movieland / Dirección y montaje 20
006 Kettal (1986) Lorente Mussons / Movieland / Dirección y montaje 20”
007 Cola Cao (1986) Movieland / Dirección y montaje 30
008 Aceite Uca (1986) Danis Benton & Bowles / Isis Films / Dirección y montaje 20
009 Aceite Giralda (1986) Danis Benton & Bowles / Isis Films / Dirección y montaje 20
010 Samir Oil (1989) Shems Pubicité Maroc / Creatividad
011 Dorita (1989) Ídem / Shems Publicité Maroc / Dirección y montaje
012 Rappi (1992) Partners Maroc / Mia Productions / Dirección y montaje
013 Tefal (1992) Ídem / Cinemapresse Maroc / Dirección y montaje 30
014 Clark's Tendermint “femme” (1992) Ídem / Cinemapresse Maroc / Dirección y montaje 20
015 Clark's Tendermint “homme” (1992) Ídem / Cinemapresse Maroc / Dirección y montaje 20
016 Clark's Tendermint “garçons” (1992) Ídem / Cinemapresse Maroc / Dirección y montaje 30
017 Mozart y la inteligencia (1994) Sony / Corazón Films / Dirección y montaje 25
018 Alkalá mekomix (1995) RCA / Corazón Films / Dirección y montaje 20 diferentes versiones
019 Cherry Coke (1995) McCann Erickson / Nada Films / Creatividad, dirección y montaje 45 y
30 diferentes versiones (Mejor película 35mm del mes Movierecord julio de 1995 y finalista en The
New York Festivals – Television and Cinema Advertising Awards – septiembre de 1995)
020 Cherry Coke “jungla” (1995) McCann Erickson / Nada Films / Dirección y montaje 30
021 Cherry Coke “latido” (1995) McCann Erickson / Nada Films / Creatividad 20
022 Regal Insurance Club (1995) / DMB&B / Nostromo Films / Dirección 30
023 Garcinia Camboggia (1995) A3Z / Chroma Producciones / Dirección y montaje 10”
024 El Corte Inglés “8 días de oro” (1996) El corte inglés / Marcha Films / Dirección y montaje
10
025 UNICEF “Change for good” (1996) UNICEF Maroc / Action Production / Dirección y montaje 10”
026 Fun Water (1996) FCA BMZ CID / Charisma / Creatividad, dirección y montaje 30
027 Cerveza 1906 (1996) Imaxe / Charisma y Continental / Dirección y montaje 20
028 El Corte Inglés “Nuevo centro de Valencia” (1996) El corte inglés / Marcha Films / Dirección
y montaje 35
029 El Corte Inglés “Nuevo centro de Alicante” (1996) El corte inglés / Marcha Films / Dirección y montaje 35
030 El Corte Inglés “Nuevo centro de Las Palmas” (1996) El corte inglés / Marcha Films / Dirección y montaje 35
031 Isabel Pantoja “Nuevo disco” (1996) Polygram / Corazón Films / Dirección y montaje 20
032 Fanta Naranja “National Geographic” (1997) Danis Benton / Visor / Dirección y montaje 20
033 Fanta Limón “National Geographic” (1997) Danis Benton / Visor / Dirección y montaje 20
034 Fanta Piña “National Geographic” (1997) Danis Benton / Visor / Dirección y montaje 20
035 Ray-Ban ”puño” (1997) Made in Spain / Zenit / Dirección sesión fotográfica, diferentes
versiones
036 Ray-Ban ”puño” (1997) Made in Spain / Zenit / Dirección y montaje 10 diferentes versiones
037 Ray-Ban “concierto” (1997) Made in Spain / Zenit / Dirección sesión fotográfica, diferentes
versiones (León de Plata en Gráfica en los Cannes Lions 1997)
038 Ray-Ban “cárcel” (1997) Made in Spain / Zenit / Dirección sesión fotográfica, diferentes versiones (León de Plata en Gráfica en los Cannes Lions 1997)
039 Ray-Ban “chica” (1997) Made in Spain / Zenit / Dirección sesión fotográfica, diferentes
versiones
040 Ray-Ban “concierto” (1997) Made in Spain / Zenit / Dirección y montaje 30 Original y Sun Planet
041 Bausch & Lomb pack lentillas (1997) Made in Spain / Zenit / Dirección sesión fotográfica
042 Ford Escort Turbodiesel “tíovivo” (1997) Bassat / Zenit / Dirección y montaje 15
043 Ford Escort Turbodiesel “noria” (1997) Bassat / Zenit / Dirección y montaje 15
044 Ford Escort Turbodiesel “barca” (1997) Bassat / Zenit / Dirección y montaje 15
045 Cherie Caribe Panties “pantalón” (1997) Zenit / Dirección y montaje 10
046 Cherie Caribe Panties “vaquero” (1997) Zenit / Dirección y montaje 10
047 Cherie Caribe Panties “tirantes” (1997) Zenit / Dirección y montaje 10
048 Cherie Caribe Panties “traje noche” (1997) Zenit / Dirección y montaje 20 y 10
049 Sprite (1997) McCann Erickson / Zenit / Dirección y montaje 30 dos versiones
050 Coca-Cola “football kit” (1997) Publicís / Zenit / Dirección y montaje 30
051 Círculo de Lectores “personajes” (1997) Zamorano Asociados / Zenit / Dirección y montaje 30
dos versiones
052 Los del río “Nuevo disco” (1997) BMG Arbola / Zenit / Creatividad, dirección y montaje 20
053 Campaña de empleo para jóvenes diplomados (1998) Maroc Prospective / Zenit / Dirección y montaje 30
054 Buckler (1998) Lintas / Stop Films / Dirección y montaje 10
055 ONO “proveedores” (1998) Ídem / MNC / Dirección y montaje 3'35 y 45
056 ONO “Antonio Gala” (1998) Ídem / MNC / Dirección y montaje 35
057 ONO “Carmen Maura” (1998) Ídem / MNC / Dirección y montaje 40
058 ONO “Matías R. Inciarte” (1998) Ídem / MNC / Montaje 15
059 ONO “gráficas” (1998) Ídem / MNC / Montaje 30
060 ONO “institucional” (1998) Ídem / MNC / Dirección y montaje 11
061 ONO “spot” (1998) Ídem / MNC / Dirección y montaje 30
062 Lois “kids” (1999) Dimarco / Nisa Producciones / Dirección y montaje 30 dos versiones y
20
063 Novovisión (1999) D.G. Comunicación / Open Films / Dirección y montaje 20
064 Canal 21 Euzkaltel (1999) Publis / Quasar Films / Dirección y montaje 45 y 30
065 Sofac Credit “femme” (1999) Blue Zone Maroc / Stop Films / Dirección y montaje 25 dos
versiones, francés y árabe
066 Sofac Credit “homme” (1999) Blue Zone Maroc / Stop Films / Dirección y montaje 30 dos
versiones francés y árabe
067 CTV Jet Internet (1999) Anmiratti Puris Lintas Valmorisco / Open Films / Dirección y montaje 20 cuatro versiones
068 Millac “genérico” (1999) Atlantis / Open Films / Dirección y montaje 30
069 Millac “arroró” (1999) Atlantis / Open Films / Dirección y montaje 30
070 Yogur Celgán “sabores” (1999) Atlantis / Open Films / Dirección y montaje 30 dos versiones
071 Gobierno Vasco “reciclaje de basuras” (1999) Atlantis / Open Films / Dirección y montaje 30 dos versiones y 15 dos versiones
072 Supermercados el árbol (1999) Solución / Después del rodaje / Dirección y montaje 25
073 El pozo “genérico” (1999) Básico / Open Films / Dirección y montaje 45, 40, 30 y 20
074 El pozo “pavopozo” (1999) Básico / Open Films / Dirección y montaje 30 y 20
075 El pozo “beefpozo” (1999) Básico / Open Films / Dirección y montaje 30 y 20
076 El pozo “jamón cuit” (1999) Básico / Open Films / Dirección y montaje 30 y 20
077 El pozo “selección española de football” (1999) Básico / Open Films / Montaje 20 y 10
tres versiones
078 Coca-Cola “teaser” (2000) FP7 McCann Maroc / Sigma / Dirección y montaje 15 dos versiones
079 Coca-Cola “main film” (2000) FP7 McCann Maroc / Sigma / Dirección y montaje 35 dos
versiones
080 Coca-Cola “countdown 1” (2000) FP7 McCann Maroc / Sigma / Dirección y montaje 10
081 Coca-Cola “countdown 2” (2000) FP7 McCann Maroc / Sigma / Dirección y montaje 10
082 Coca-Cola “countdown 3” (2000) FP7 McCann Maroc / Sigma / Dirección y montaje 10
083 Coca-Cola “follow up 1” (2000) FP7 McCann Maroc / Sigma / Dirección y montaje 15
084 Siemens (2000) Alif Communication Maroc / Action Production / Dirección y montaje 40 dos
versiones
085 Coeur de lait “football” (2000) Sigma / Dirección y montaje 30 diferentes versiones
086 Coeur de lait “salon de coiffure” (2000) Sigma / Dirección y montaje 30 diferentes
versiones
087 Coca-Cola “teaser” (2000) FP7 McCann Algerie / Sigma / Dirección y montaje 15 dos
versiones
088 Coca-Cola “main film” (2000) FP7 McCann Algerie / Sigma / Dirección y montaje 55
089 Coca-Cola “countdown 1” (2000) FP7 McCann Algerie Sigma / Dirección y montaje 10
090 Coca-Cola “countdown 2” (2000) FP7 McCann Algerie / Sigma / Dirección y montaje 10
091 Coca-Cola “countdown 3” (2000) FP7 McCann Algerie / Sigma / Dirección y montaje 10
092 Aenor (2000) Open films / Creatividad, dirección y montaje 2'20 y 40 dos versiones
093 Coca-Cola “follow up 2” (2000) FP7 McCann Maroc / Sigma / Dirección y montaje 35
094 Méditel “Benguerir” (2000) Klem Euro RSCG Maroc / Sigma / Creatividad, dirección y montaje 35 dos versiones
095 Méditel “Essaouira” (2000) Klem Euro RSCG Maroc / Sigma / Creatividad y dirección 35
dos versiones
096 Méditel “Laayoun” (2000) Klem Euro RSCG Maroc / Sigma / Creatividad 35
097 Méditel “Ouarzazat” (2000) Klem Euro RSCG Maroc / Sigma / Creatividad 35
098 Méditel “Berkane” (2000) Klem Euro RSCG Maroc / Sigma / Creatividad 35
099 Méditel “Ifrane” (2000) Klem Euro RSCG Maroc / Sigma / Creatividad 35
100 Méditel “Tánger” (2000) Klem Euro RSCG Maroc / Sigma / Creatividad 35
101 Méditel “Chefchauen” (2000) Klem Euro RSCG Maroc / Sigma / Creatividad 35
102 Méditel “France” (2000) Klem Euro RSCG Maroc / Sigma / Creatividad 35
103 Méditel “Casablanca” (2000) Klem Euro RSCG Maroc / Sigma / Creatividad 35
104 Pryconsa “Charo López” (2000) Pendelton / Dirección y montaje 30 cuatro versiones
105 Spidou (2000) Ulysson / Dirección y montaje 30 dos versiones
106 Nido “origine” (2001) Alif Communication Maroc / Action Production / Dirección y montaje
35
107 Nido “preparation” (2001) Alif Communication Maroc / Action Production / Dirección y montaje 30
108 Leader food “fakiat” (2001) Shems Maroc / Sigma / Dirección y montaje 30
109 Leader food “ronchos” (2001) Shems Maroc / Sigma / Dirección y montaje 30
110 Leader food “poks” (2001) Shems Maroc / Sigma / Dirección y montaje 30
111 Temple du ciel “tian tan” (2001) Nadar Maroc / Preview / Dirección y montaje 1'10, 35, 30 y 15
112 Injelec (2001) Baya.com Algerie 2001 / Dirección y montaje 40 dos versiones
113 Flash Algerie “fenky” (2001) Baya.com Algerie / Dirección y montaje 45 dos versiones, 15
dos versiones y 5 dos versiones x2
114 Bigboss (2001) Label Tunis / Ulysson / Dirección y montaje 40 y 30
115 Pikachu (2001) Label Tunis / Ulysson / Dirección y montaje 1' y 30
116 Assila “Classique” (2001) Sed Tunis / Ullyson / Creatividad, dirección y montaje 10” y 30 (Premio del Jurado I Festival de Publicidad de Túnez 30/10/01)
117 Assila ”Speciale” (2001) Sed Tunis / Ullyson / Dirección y montaje 1' y 30 (Premio del Jurado I Festival de Publicidad de Túnez 30/10/01)
118 Assila “Junior” (2001) Sed Tunis / Ullyson / Dirección y montaje 1' y 30 (Premio del Jurado I Festival de Publicidad de Túnez 30/10/01)
119 Saïd Tendresse (2001) FP7 McCann Tunis / Ulysson / Dirección y montaje 35” Tablette y 40 Minitablettes
120 Gaucho (2001) FP7 McCann Tunis / Ulysson / Dirección y montaje 35
121 Break (2001) FP7 McCann Tunis / Ulysson / Dirección y montaje 30 tres versiones: Fraise,
Abricot y Fraise et abricot
122 Pepsi Algerie ”teaser 1” (2001) Baya.com Algerie / Dirección y montaje 15
123 Pepsi Algerie “teaser 2” (2001) Baya.com Algerie / Dirección y montaje 20
124 Pepsi Algerie “film” (2001) Baya.com Algerie / Dirección y montaje 40
125 Wincor Nixdorf (2001) Alif Communication Maroc / Sigma / Dirección y montaje 40 dos
versiones
126 Delfín “enseñando a mamá” (2002) Creativos de Publicidad / Charisma / Dirección y montaje 30 y 10
127 Delfín “Navidad” (2002) Creativos de Publicidad / Charisma / Dirección y montaje 30 y 10
128 Plataforma de ONGs “Campaña 0,52 genérico” (2002) MNC / Dirección y montaje 40
129 Atime “Campaña 0,52” (2002) MNC / Dirección y montaje 40
130 Feaps “Campaña 0,52” (2002) MNC / Dirección y montaje 40
131 CNSE “Campaña 0,52” (2002) MNC / Dirección y montaje 40
132 Federación Mujeres Progresistas “Campaña 0,52” (2002) MNC / Dirección y montaje 40
133 Cruz Roja “Campaña 0,52” (2002) MNC / Dirección y montaje 40
134 Fundación Esplai “Campaña 0,52” (2002) MNC / Dirección y montaje 40
135 Ayuntamiento de Córdoba (2002) Made in Spain / Strange Fruit / Dirección y montaje 30 2
versiones
136 Las Ketchup “Córdoba como nunca” (2002) Made in Spain / Strange Fruit / Dirección y montaje
10” 18
137 Méditel “Triple recharge” (2002) KNRG Maroc / Preview / Dirección y montaje 20
138 Bellepop “Nuevo disco” (2003) Wea / Strange Fruit / Concepto, dirección y montaje 20” (3
versiones) y 10 (3 versiones)
139 Los molinos “caretas de patrocinio” (2003) Made in Spain / Corazón Films / Producción, dirección y montaje 10 (apertura y cierre)
140 Acciona/Endesa “Conecta” (2007) Super / MNC / Dirección
141 Aigle Matic (2008) Baya.com Argelia / Dirección y montaje 35
142 Aigle Javel (2008) Baya.com Argelia / Dirección y montaje 30
143 Aigle Vaisselle (2008) Baya.com Argelia / Dirección y montaje 30
144 Aigle Progress (2008) Baya.com Argelia / Dirección y montaje 30'

### Televisión
- You decide (piloto) 2004

### Varios
- Concierto presentación de Sigue Sigue Spootnik en la Sala KU de Ibiza